# Marcelin Gando
Aime Marcelin Gando Biala (Loum, 27 febbraio 1997) è un calciatore camerunese, centrocampista del Rabotnički.

## Carriera
In carriera ha giocato 10 partite di qualificazione per l'Europa League, realizzandovi anche una rete.

## Palmarès

### Club

#### Competizioni nazionali
- Coppa di Estonia: 2

Levadia Tallinn: 2017-2018, 2020-2021
- Supercoppa di Estonia: 1

Levadia Tallinn: 2018